# Hrabstwo Bath (Wirginia)

Piramida wieku hrabstwa

Hrabstwo Bath – hrabstwo w USA, w stanie Wirginia, według spisu z 2000 roku liczba ludności wynosiła 4 814. Siedzibą hrabstwa jest Warm Springs.

## Geografia
Według spisu hrabstwo zajmuje powierzchnię 1384 km², z czego 1377 km² stanowią lądy, a 7 km² – wody.

### CDP
- Hot Springs
- Warm Springs